# 喫煙

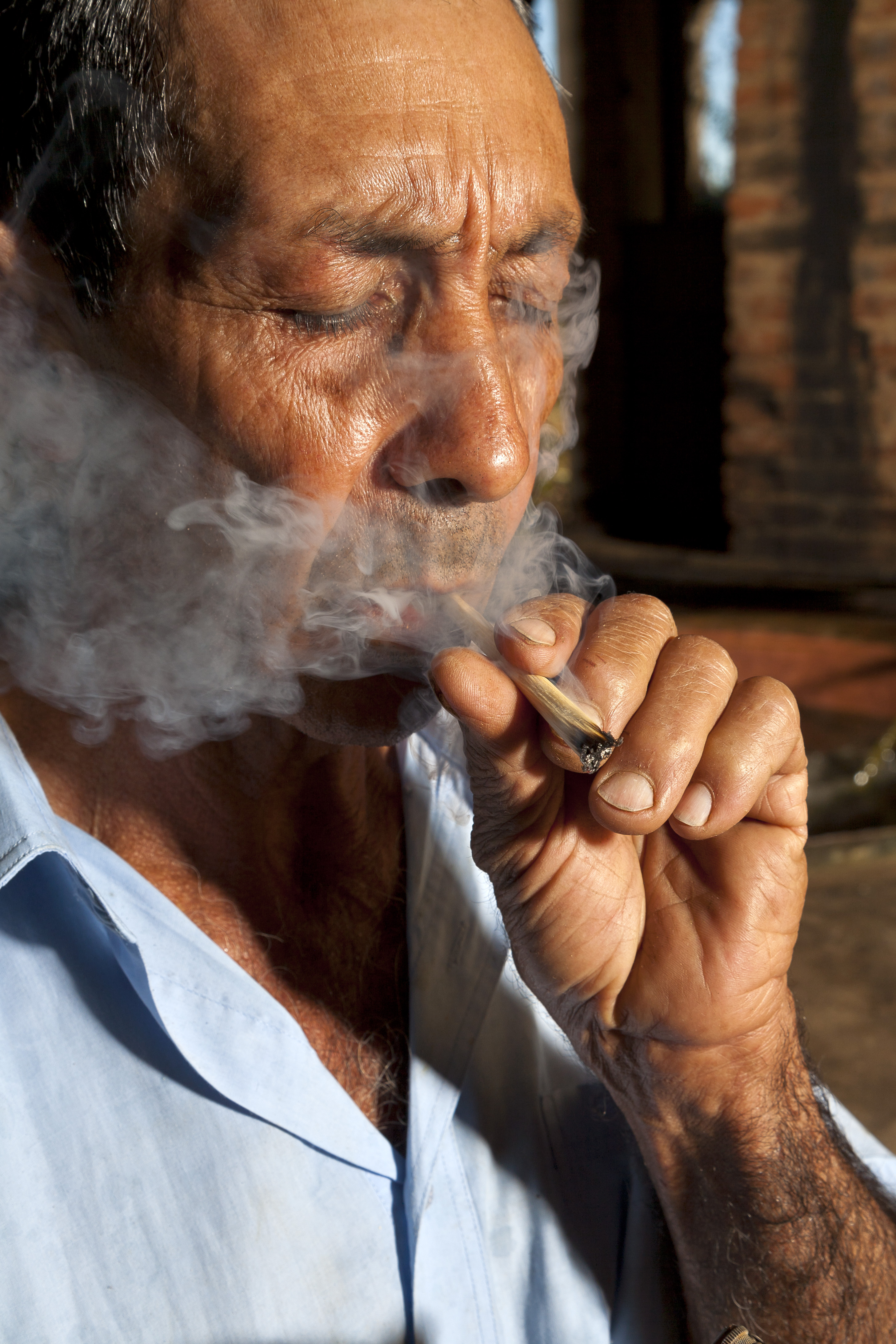
喫煙する男性

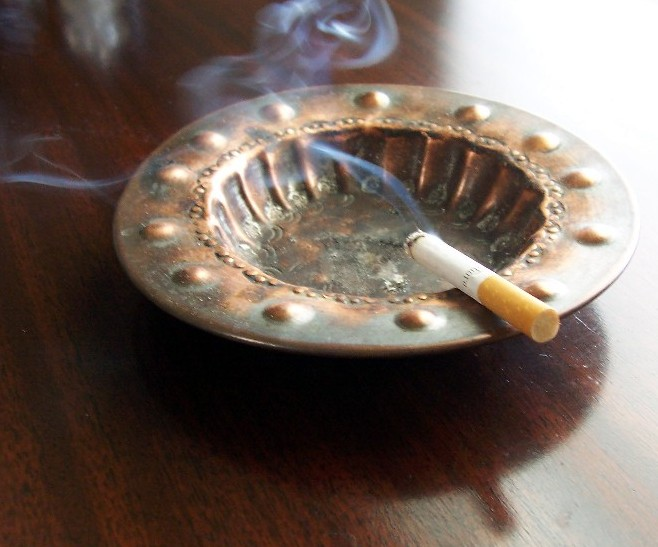
副流煙を出しているたばこ

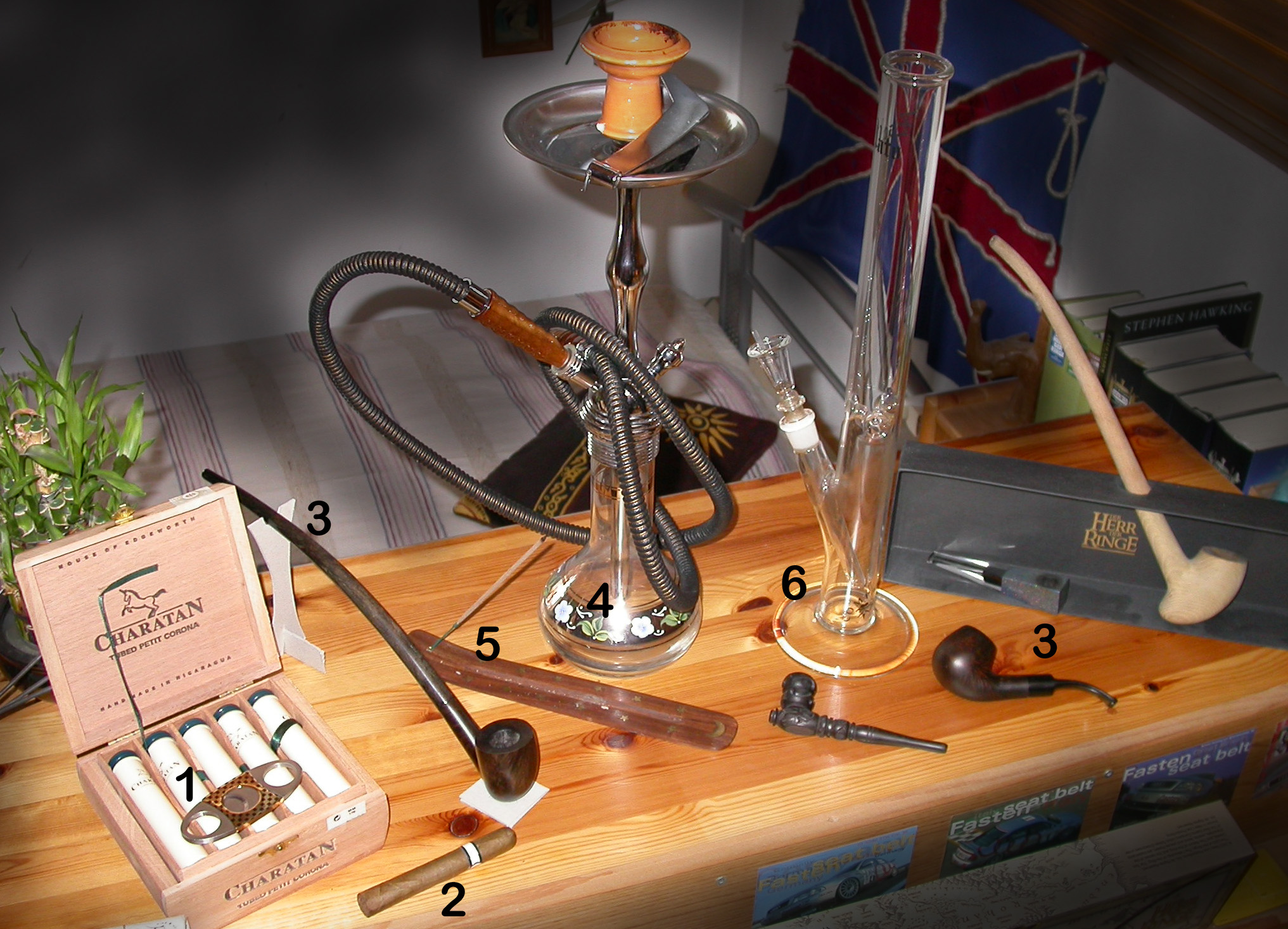
たばこの煙を吸引するためのさまざまな器具 (1)シガーボックスとカッター (2)葉巻 (3)各種パイプ (4)フーカー（水パイプ） (5)線香 (6)ボング

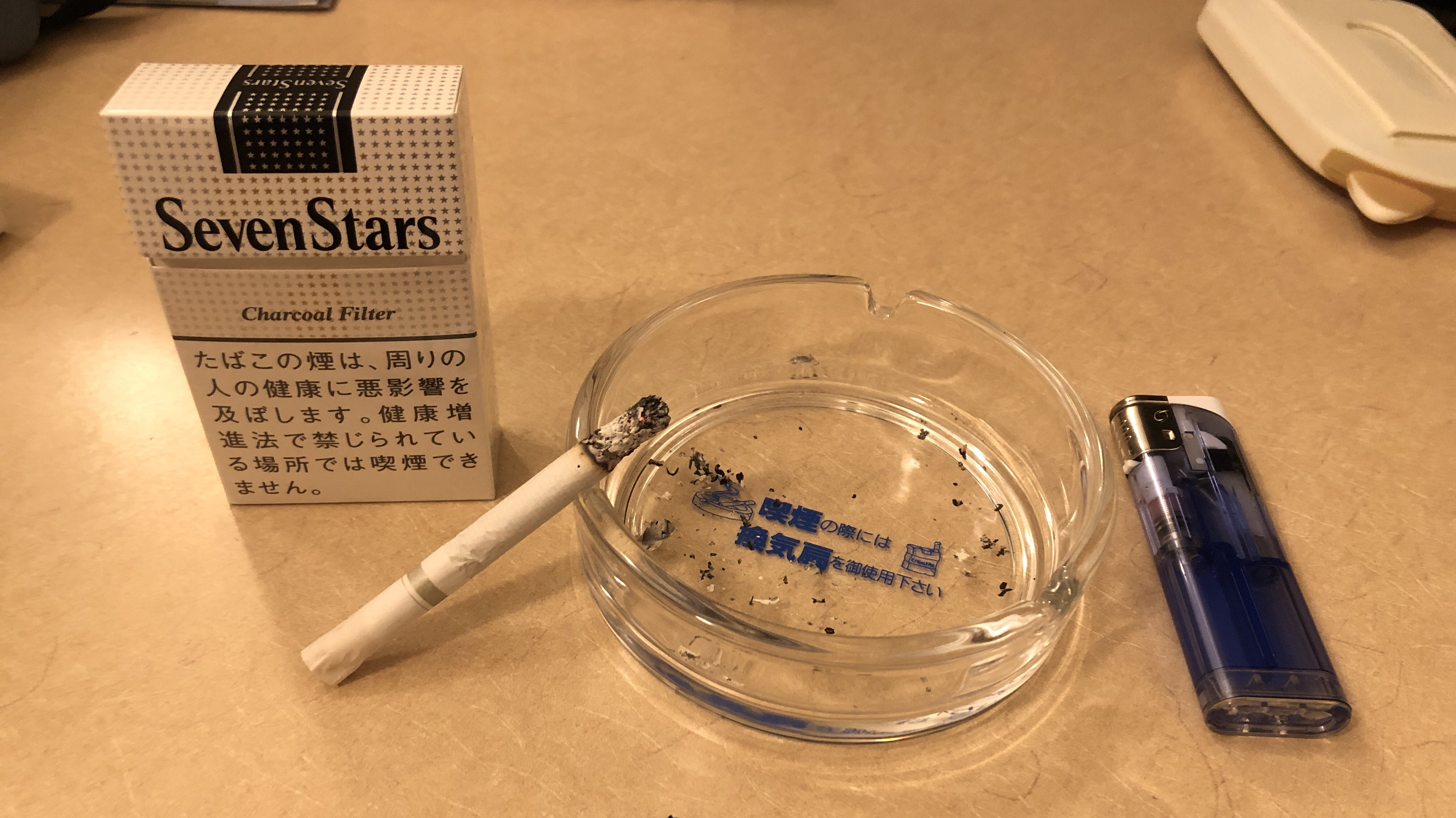
一般的な喫煙のイメージ

喫煙（きつえん、英: Smoking, Tobacco Smoking）は、タバコの葉を乾燥・発酵などの工程を経て加工した物に火をつけて、くすぶるように燃焼させて発生する、（不可視な）燃焼ガスと煙を吸引する行為である。
たばこ喫煙の起源は紀元前10世紀の頃・地域はマヤ文明とされ、古くからアメリカ先住民の間に喫煙の習慣が広まっていた。大航海時代の到来と共にヨーロッパに伝播し、様々な薬効があると信じられたことにより、15世紀から16世紀にかけて、100年間という当時としては短い期間で急速に世界へ広まった。そのため、世界で「tobacco」、「tabaco」などとほぼ同じ名前がついている。ヨーロッパ・アジア地域においても、大麻などの喫煙習慣があったとされるが、起源は明らかでない。葉巻、パイプなど様々な喫煙方法が考案され普及しており、今日世界的にもっともポピュラーな喫煙方法は安価で手軽な紙巻きたばこ（シガレット）である。
喫煙は、タバコの葉に含まれるニコチンを摂取する手段、または行為を指すが、広義には大麻の吸引を含むことがある。19世紀に出現した紙巻たばこのほか、噛みたばこ、葉巻、嗅ぎたばこなどの伝統的商品もある。また特殊な紙巻たばことして薬用たばこと称しているものも存在する。
なお、現代では「たばこを『吸う』」という表現が一般的に用いられる。以前は、「のむ（飲む・呑む・喫む）」と表現される場合もあった。

## 歴史

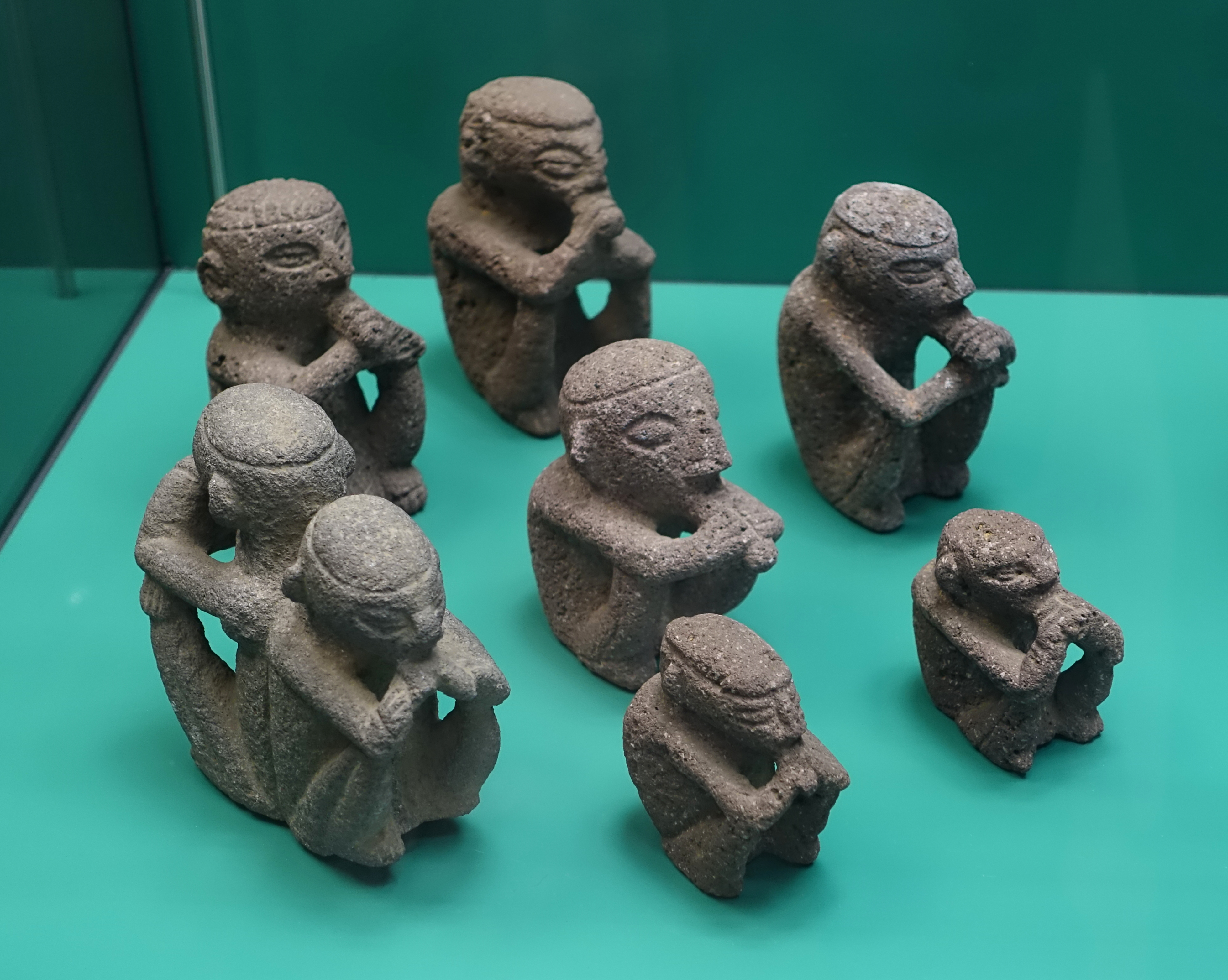
喫煙する人を象った石像

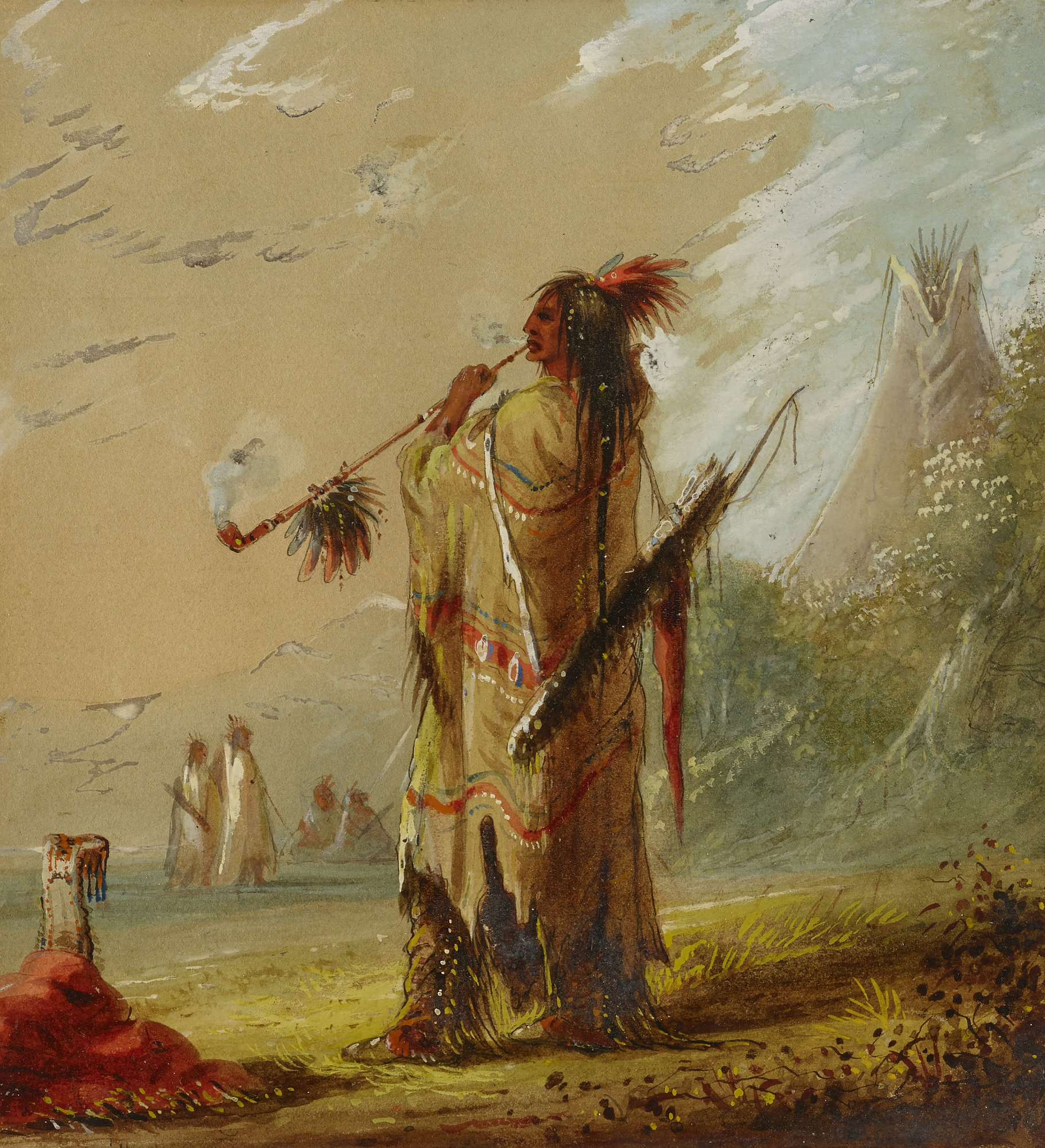
インディアンによる喫煙

たばこの喫煙は、ヨーロッパの探検家が到達する前から、アメリカ先住民によって行われており、1500年前のマヤ文明における美術作品にも喫煙が描かれている。マヤ人たちはたばこを生贄を捧げる儀式、占い、魔除けといった宗教的な用途で用いていた。また、北米のインディアンは、現在も宗教的な儀式にタバコの葉を用いている。インディアンたちの喫煙法は、地面に浅い穴を掘り、枝や土でドームを作り、中でタバコの葉を燻した煙を、何箇所か開けた穴から跪いて吸うというものだった。また、クレイパイプという粘土で作ったパイプも使われており、あまり首の曲がっていない、直管型のものである。これは、数千年前のインディアンの遺跡から出土している。
1492年10月12日、クリストファー・コロンブスは乾燥したタバコの葉をアラワク族から与えられたが、興味を示さず廃棄してしまった。その後ロドリゴ・デ・ヘレス（Rodrigo de Jerez）とルイス・バーエス・デ・トーレス（Luis Váez de Torres）が喫煙を目撃した最初のヨーロッパ人となり、ヘレスがアメリカ州の外で喫煙した最初の人物として記録されている。16世紀には喫煙の習慣は主に船乗りの間で一般的なものであった。1560年代にジョン・ホーキンス（John Hawkins）の船員によってイングランドにもたらされたが、1580年代に至るまで大きな影響を与えることはなかった。イングランドでは1820年代後期から広く浸透し始めた。1828年、スペインで紙巻たばこ（シガレット）が登場し、一定の商業的な拡張をもたらしたが、20世紀初頭に安価な機械製造法が普遍化されると、その依存性により爆発的に喫煙人口が増加した。
第一次世界大戦の間、たばこ製品は典型的な軍事補給物資の一つであった。以降、紙巻たばこを用いた喫煙は、魅力的で気楽な生活様式の一部としてたばこ会社により宣伝され、女性の喫煙も社会の中に浸透し始めた。

### 喫煙の有害性に関する歴史

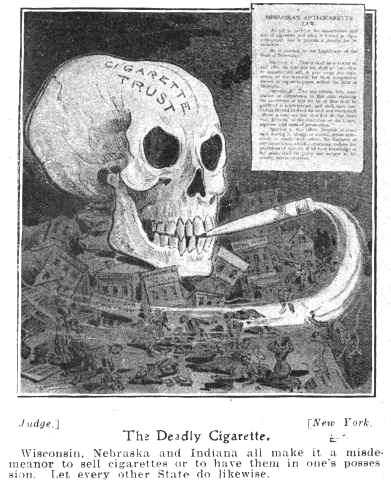
1905年の風刺画

煙草を吸うことで、一時的に疲労や苦痛が緩和されることから、古くから煙草は薬草とする場合が多かった。しかし同時に、喫煙者の様子や、煙草の常習性などから、喫煙は薬ではなく毒ではないかという認識が存在した。例えば、ドイツの哲学者のゲーテは「喫煙にはひどい無作法、無礼な非社会性がある。喫煙者はあたり一帯の空気を汚し、喫煙したくない、社交性のある、普通の優しい人間を窒息させる……」と手紙に記している。日本でも面山和尚など、何人もの仏教僧侶や医師が煙草の害、受動喫煙の害などを報告している。スコットランド及びイングランドの国王ジェームズ1世は喫煙を「肺に危険な風習」、そして煙草の煙を「地獄から立ち上る業火の煙」と表現、煙草に重税をかけた。
1900年、生命統計学者らが肺癌の増加を指摘（喫煙と疾患の関連を示唆した最初とされる）。その後さまざまな研究が行われ、たばこやたばこ煙の成分が分析され始めた。やがて臨床的・病理学的・疫学的に、たばこの人体への影響の研究が進み、1930年には肺や循環器疾患の発症率や死亡率の上昇が指摘された。その後もさまざまな国・研究機関でたばこの研究は増えていき、ドイツではナチス統治下で、またアメリカ合衆国では1938年ごろ生物学者レイモンド・パール（Raymond Pearl）が、たばこは健康に悪影響を及ぼすと発表している。
1939年から1963年の間に、肺癌に関してだけで29の逆向き研究が行われ、1952年-1956年の疫学研究の発表以降、喫煙と肺癌の関係が特に注目されるようになり、1950年代から1960年代の間に医学界や各国政府 のコンセンサス「喫煙は、特に肺癌や心臓血管疾患に関して健康を脅かす」が発表された。リーダーズ・ダイジェスト誌も、喫煙がいかに公衆衛生に害を及ぼすかを示すことによって喫煙率を減少させるキャンペーンを始めた。
1954年初頭、たばこ産業の代表者らは、喫煙と健康の問題研究を後押しする目的で、「たばこ産業研究会」（Tobacco lndustry Research Committee／TIRC）を設立し、研究に積極的に資金提供・情報収集を行い、喫煙が健康を害するとの科学的な証拠はないと主張した。
1964年1月16日、アメリカ合衆国公衆衛生局総監のルーサー・テリーらの報告で『喫煙と健康』が発表された。様々な禁煙政策（en:Cigarette Labeling and Advertising Act、en:Public Health Cigarette Smoking Act）に影響を与えた。日本では専売公社が「生活習慣が違うから日本人には関係はない」と否定的な見解を表明したものの、同年1月27日、厚生省は肺癌対策打ち合わせ会議を開催した。
以前と比べると禁煙活動が進んだが、世界保健機構（WHO）は2008年時点で、「世界各国で喫煙による死の予防が不十分である」と表明している。また、同機構は、「たばこにより世界全体で毎年540万人が死亡している」と報告している。
2017年11月26日よりアメリカ連邦裁判所は、タバコ会社大手であるアルトリア、R.Jレイノルズ、フィリップモリスUSAなどに対し、タバコの健康への有害な影響について告知広告を出すように命令を下した。約1年間テレビCM、新聞により告知広告が行われている。
その中で、平均で1日に1200人のアメリカ人が喫煙により死亡していること、殺人や自殺、交通事故による死、エイズや薬物乱用、アルコールが原因の死などを全部合算した数よりも多くの人が、喫煙により死亡していることを明記するように求めている。
日本でも現在では、受動喫煙による死者が年間15000人と推定され（厚生労働省）、ガンや心筋梗塞、中耳炎や虫歯などの口腔の病気、不妊や流産などの原因になることが指摘されている。

## 影響

### 社会

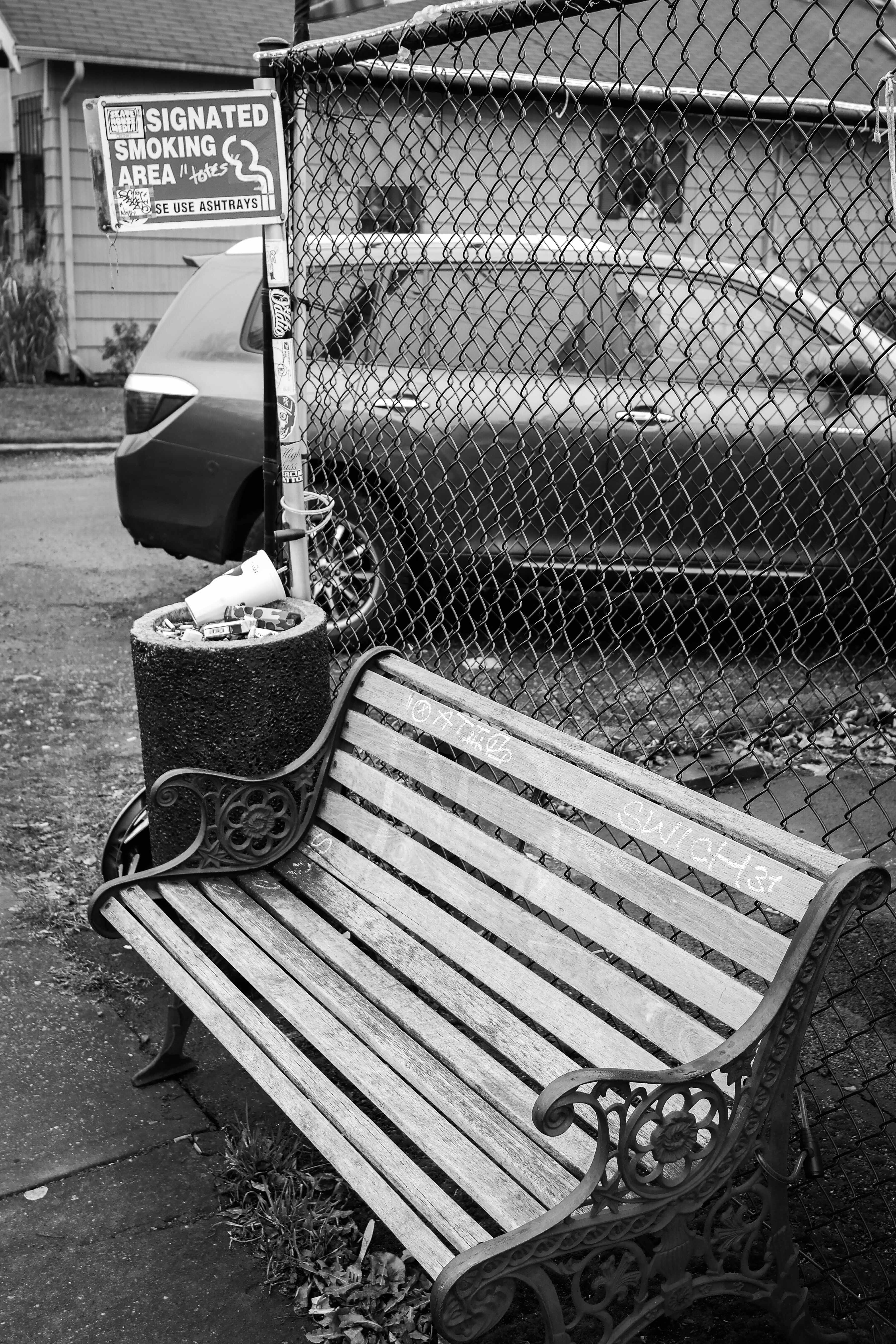
灰皿が設置されたベンチ

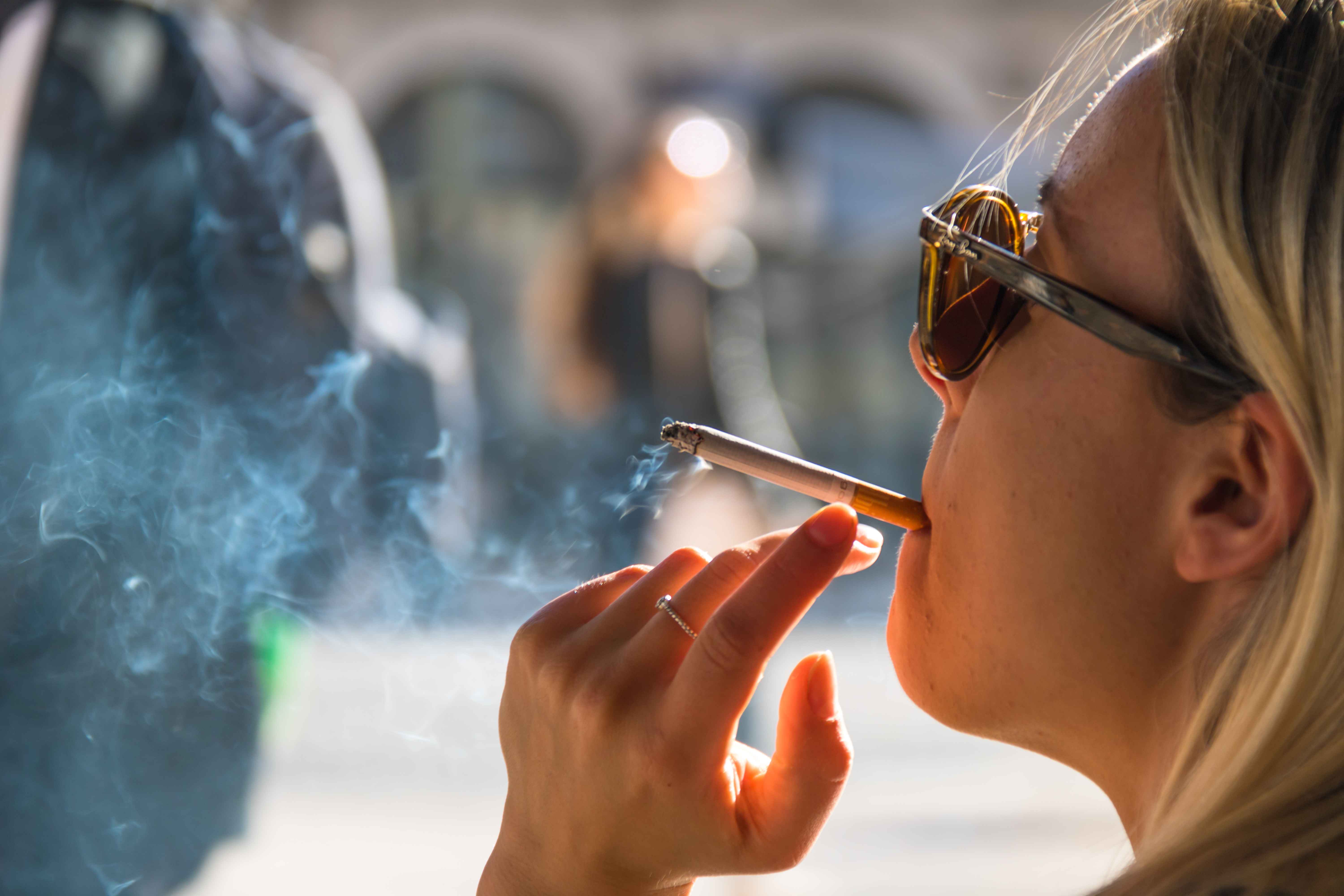
喫煙する女性

#### 税収源
世界保健機構は、喫煙が世界経済に及ぼすコストは年間1兆ドルを超えるとする一方で、2013年-2014年におけるたばこ税の税収を約2,690億ドルと推定している。

#### 経済的損失
世界銀行は喫煙の全経済効果を分析し、たばこを経済活動から締め出した場合、現役喫煙者がたばこに費やす金銭は他の商品・サービスに用いられて新たに雇用と経済活動が生まれ、大半の国ではたばこ産業で失われた雇用を穴埋めできると試算している。
アメリカ合衆国の場合、たばこ消費をなくしたならば13万人以上の雇用増加が見込めるという試算がある。また保健社会福祉省は、喫煙が毎年1670億ドル（喫煙者一人当たり約3650ドル、現役喫煙者がたばこ購買に使う810億ドル の倍以上）の経済損失になっていると試算している。

#### 貧困
喫煙は、世界の貧困問題との関連性についてしばしば議論される。国内外の研究においては、喫煙率と貧困状況の関連を示唆する統計が存在する。
世界銀行は、2020年までには喫煙で死亡する10人のうち7人は低～中所得諸国が占めるようになると予測している。

#### 死因
喫煙は、世界で最大の予防可能な死因であるとされる。

#### 火事
タバコの火の不始末は火事の原因の上位となっている。

#### 歩きタバコ
成人が手に持つタバコがちょうど子供の顔の位置となり、目に接触した場合失明の危険性がある。非常に危険かつ迷惑な行為とされ、条例で禁止している自治体もある。

#### 悪臭
たばこの煙にはアセトアルデヒドやアンモニアやスカトールをはじめとする臭いの元となる成分が数千種類以上含まれており、それらを燃焼させることでより強い悪臭となる。消臭剤・芳香剤市場では主な悪臭源のひとつに「たばこの臭い」が挙げられ、アンケートでも嫌いな臭い第1位になることもある。喫煙者の中にも、たばこの臭いを忌避する傾向がある。また煙にはタールが含まれているため、衣服などに吸着した臭いは取れにくい。エアコンにこびり付いたたばこの悪臭除去は難しく、フィルターの交換やエバポレーターの洗浄など手間と費用を要する。

#### 吸い殻

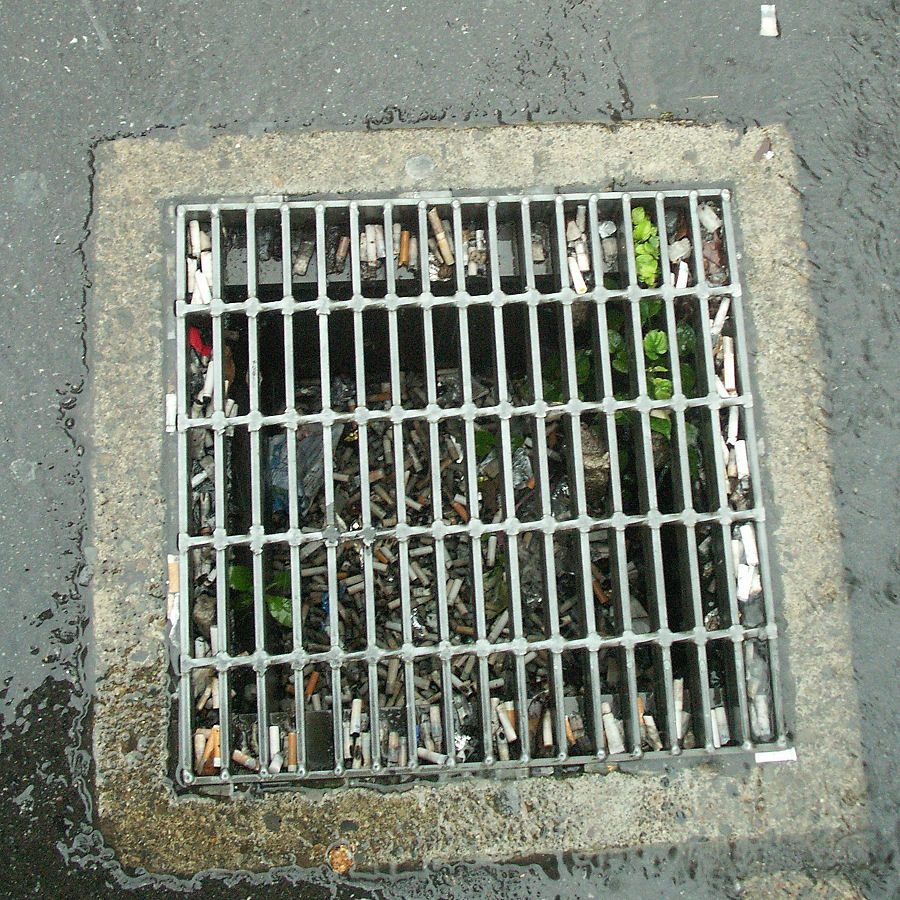
側溝にポイ捨てされた紙巻たばこの吸殻

吸い終わったたばこを吸殻といい、世界中で海岸ゴミを拾っている国際海岸クリーンアップキャンペーンによれば、上位十傑のプラスチックゴミ（2007年現在）を除くと、海岸ゴミの中では紙巻たばこ関係が最も多く、残りの約3分の1を占める。

### 人体

喫煙が人体に与える影響

たばこの煙には有害物質が大量に含まれ、健康に著しい悪影響を与える。たばこの喫煙、また受動的喫煙環境はIARC発がん性でグループ1（発がん性あり）に分類される。世界保健機関 (WHO) によると、世界で喫煙による死亡者は年間600万人、全世界で、今日喫煙をしている人々の半数である6億5千万人は、喫煙が最終的に原因で死亡するとし、受動喫煙ががんなどの深刻な健康被害を引き起こすことに疑問の余地はないとしている。
また世界医師会は、非喫煙者は受動喫煙によって、毎年数十万人が死亡しており、職場の受動喫煙によって死亡する労働者は毎年およそ20万人いるとの声明を発表し、「喫煙をはじめとしたたばこ使用は、すべての臓器を侵し、ガン・心臓病・脳卒中・慢性閉塞性肺疾患・胎児への傷害などの主要な原因となっている。」とし、また「4000種以上の化学物質、50種以上の発ガン物質などの有害物質を含むたばこ煙にさらされる非喫煙者は、肺ガンや心臓病などの病気で命を脅かされている。」とした。
喫煙が健康に有害であることを前提とし、たばこ規制に取り組む国際組織は、世界医師会 (World Medical Association)、国際薬学連合 (International Pharmaceutical Federation)、国際歯科連盟 (World Dental Federation)、世界医療従事者協会 (World Health Professional Alliance)、世界理学療法連盟 (World Confederation for Physical Therapy) がある。
日本でも健康に影響する最大の原因である。欧州委員会は、喫煙による死亡を70万人、交通事故を4.3万人、自殺3.3万人、他殺1.8万人としている。
スポーツや武道の世界でも喫煙は認められないといわれるほどに害悪とされている風潮が強い。

#### たばこ関連疾患

##### 依存症
| 依存薬物                         | 依存 |
| -------------------------------- | ---- |
| タバコ                           | 32%  |
| ヘロイン                         | 23%  |
| コカイン                         | 17%  |
| アルコール                       | 15%  |
| 抗不安剤（鎮痛剤や睡眠剤を含む） | 09%  |
| 大麻                             | 09%  |

- ニコチンは極めて強い依存性を持つ。
- 喫煙者の約7割がニコチン依存症であり（約4割が無自覚）、その中の過半数が将来自身が肺癌になる可能性が高いことを自覚している。ニコチン依存症患者の多くが禁煙を希望し、実際に禁煙を試みたものの失敗している[27][28]。
- ニコチンは、神経伝達物質であるアセチルコリンに分子構造が類似し、ニコチン性アセチルコリン受容体（受容体）に作用することで、中枢神経のドパミン神経系、特に脳内報酬系を活性化する。そのため、摂取後に一時的に快の感覚や覚醒作用を得られる。動物実験などの知見からもニコチンは明らかな依存性を持つ。このような報酬系を介した薬理作用は、覚醒剤など依存性を有する他の薬物と共通する特性がみられる[29]。

##### がん

喫煙と肺がんの相関関係（アメリカの男性）。1年ごとの喫煙率の増加（左）と肺がんの罹患率（右）を示している。喫煙率増加に約20年遅れて肺癌の罹患率が増加している。ただしこのグラフには大規模調査の行われていない1960年以前の出所不明のデータが合成されており注意が必要である。

- 喫煙はがんの原因になる[30]。喫煙が「がん」を引き起こすメカニズムは、たばこの煙に含まれる発がん物質が、細胞内のDNAを傷つけるためである。例えば、たばこの煙に含まれる発がん物質のベンツピレンは体内で代謝される時に、ベンツピレンジオールエポキシドに変わり、これは「究極発がん物質」と呼ばれる。ベンツピレンジオールエポキシドは細胞のDNAと結合した「付加体」となり、これが一般に「DNAの損傷」といわれる。特に常習的にタバコを吸い続ける喫煙者らを「チェーン・スモーカー[31]、ないしはヘヴィー・スモーカー[32]」という。
- 厚生労働省の健康日本21は、たばこが、肺癌、喉頭癌、口腔癌・咽頭癌、食道癌、胃癌、膀胱癌、腎盂・尿管がん、膵癌など多くのがんの危険因子であるとしている[33]。
- 喫煙は誰でもがんに罹りやすくするが、特定の遺伝的素因を持つ人は特に罹りやすい[34]。喫煙は肺がんリスクの高い遺伝子を持った人が喫煙を続けると肺がんリスクがより大きいとして、注意喚起が行われている。
- 千葉大学大学院医学研究院准教授の廣島健三による肺がんに関する遺伝子異常の研究によると、喫煙者の気道上皮には、癌になる前に既に、喫煙がもたらす遺伝子異常が起きており、多くの遺伝子異常が蓄積されて癌が発生する[35]。この研究では、「肺癌による死亡率を減少させるためには、厳重な禁煙が重要である」としている。

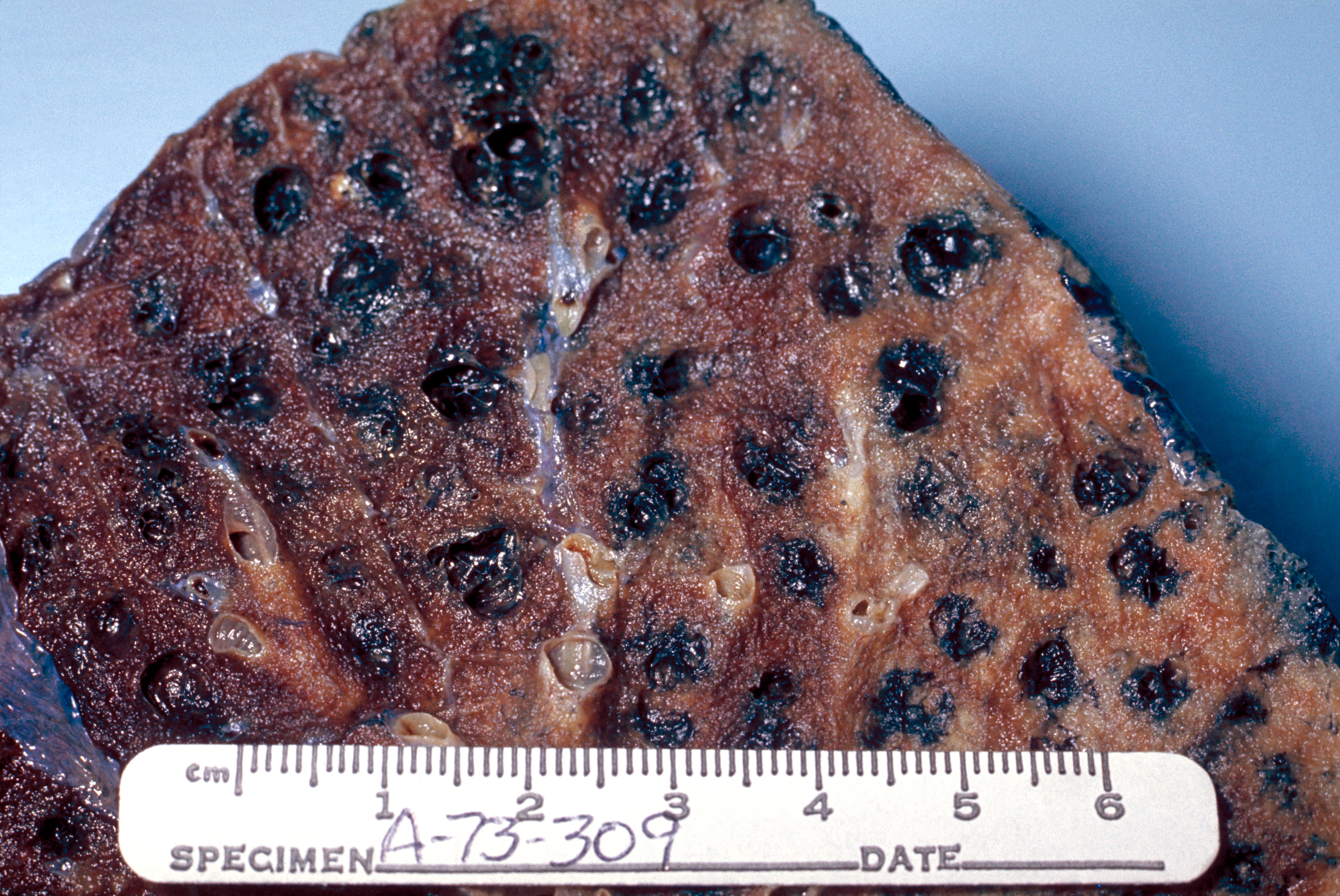
慢性閉塞性肺疾患（COPD）の肺。肺気腫に罹患し、黒色炭素（black carbon）が見られる。アメリカ疾病予防管理センター（CDC）所蔵。1973年。

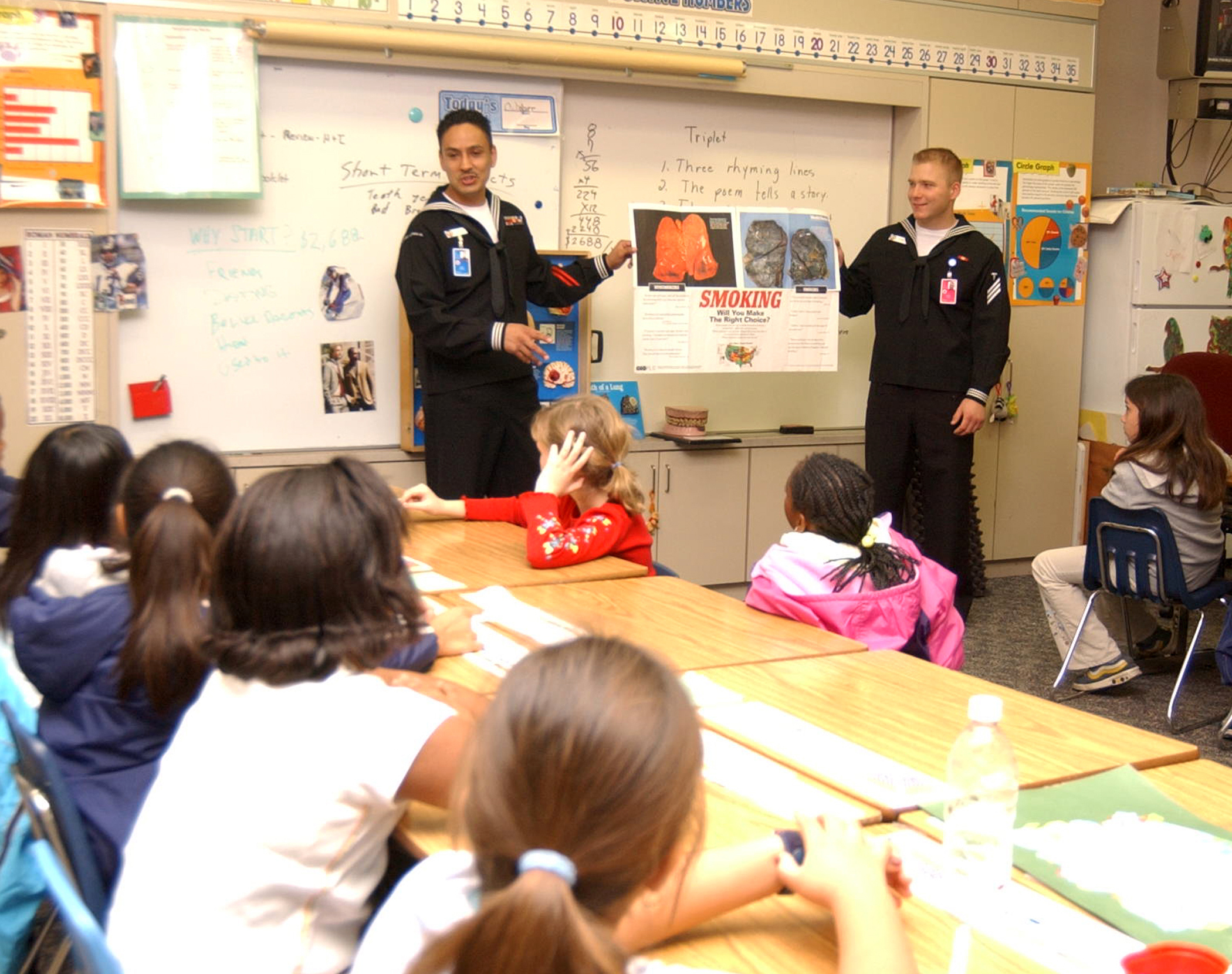
喫煙が肺に及ぼす影響を示した図を広げる米海軍の衛生兵。保健衛生の講義に訪れた、横須賀米海軍基地の小学校にて。2003年。

##### 呼吸器疾患
- 喫煙により慢性気管支炎、肺気腫など2つの疾患のことをまとめて慢性閉塞性肺疾患（COPD）ともいう。ヒトの肺は、数億個の直径約0.1mmの肺胞で構成され、その総面積は約50～60m2であり、この肺胞を介して血液と空気中の二酸化炭素、酸素などのガス交換を行っている。肺胞がたばこの煙に曝露されることで肺胞壁の炎症、破壊が生じ、結果的にガス交換可能な面積が減少してしまう。これが肺気腫の状態である。通常の空気を呼吸するだけでは充分なガス交換を行えず、また肺胞の破壊によって生じた肺の空洞によって胸郭の動きが制限され、呼吸困難となる。重症になると運動制限や酸素吸入を要する状態になる。喫煙は気管支喘息も悪化させることが知られている。
- たばこの煙に含まれる活性酸素は、血管内皮細胞を障害する。そのため、動脈硬化が促進され、狭心症、心筋梗塞、脳血栓 、脳塞栓、動脈硬化、動脈瘤、閉塞性血栓性血管炎（バージャー病）などのリスクが増加することが統計的に示されている。高血圧症治療に用いられる、β遮断薬の降圧効果を阻害する作用がある[36]。

##### 妊娠、胎児
- 喫煙は、妊娠を脅かす最大の防ぎうる危険因子である[37]。周産期死亡の10%・低出生体重児の35%・早産の15%が喫煙に起因するという研究[38] がある。妊娠中に能動喫煙あるいは受動喫煙すると、流産、早産の可能性が上昇し、出生後の 乳幼児突然死症候群（SIDS）、中耳炎、呼吸器感染症や行動障害などの罹患率が増加する。また、口蓋裂、口唇裂[39][40] などの先天異常の危険性も高まる。
- 禁煙などによる精神的ストレスは喫煙ほど胎児に多大な影響を及ぼさないことを、英国の疫学研究[41] が示している。日本では母子手帳に「喫煙を直ちにやめる」よう記載されている。

##### 免疫低下・感染症
- 小児において、喫煙環境と中耳炎の因果関係が明らかであるとする意見がある[42]。また喫煙は、インフルエンザへの感染リスクも数倍高く、感染症のリスクを増加させる。喫煙者は呼吸器を傷害するなどのメカニズムにより肺結核の危険も高い[43]。

##### 歯科疾患
喫煙によるニコチンが歯周病のリスクファクターとなることが報告されている。皮膚や粘膜から吸収されたニコチンによりサイトカインや好中球、マクロファージ、線維芽細胞に影響を与える事で免疫応答や炎症反応、歯周組織の再生や修復に影響を与えるほか、歯肉の血管収縮により酸素分圧の低下した歯周ポケット内部で歯周病の原因となる細菌の定着や増殖が促進される可能性も指摘されている。疫学的には喫煙によるオッズ比が1.66 と報告されているのみならず、受動喫煙でもオッズ比1.57 と報告されている。さらに、喫煙者においてニコチンの血管収縮効果により炎症反応が抑制されていることから実際には歯周病の患者が喫煙者では隠れている可能性も指摘されている。カナダのたばこの包装には、進行した歯周病の写真と「たばこは歯周病を起こす」というメッセージが表示されている。

##### 精神疾患
- 喫煙する人ほど自殺願望を抱きやすいとする研究が、ドイツの青年層を対象としたインタビュー調査でなされているが、因果関係が示されているわけではない[50]。
- 禁煙は治療の有無を問わず様々な症状を伴うことが報告されており、基礎疾患として有している精神疾患の悪化を伴うことがある[51]。

##### 神経疾患
- トゥレット症候群が改善したという報告がある[52]。
- 振震を悪化させるとの報告がある[52]。
- 小脳性運動失調を悪化させるとの報告がある。機序としてアセチルコリン系の機能亢進が考えられている[52]。
- ミオクローヌスてんかん患者の症状を悪化させるとともに下肢の脱力を誘発したという報告がある[52]。
- 多発性硬化症患者の動作の迅速性を低下させたとの報告がある[52]。

##### その他の疾患
- 糖尿病：2007年に発表されたメタ分析[53]（対象論文25、調査人数1200万人）によれば、現役喫煙者は非喫煙者よりも2型糖尿病の罹患率が1.6倍高いという。
- 勃起不全（ED）：現役喫煙者は非喫煙者よりも2倍以上勃起不全の罹患率が高いという[54]。

#### 受動喫煙
非喫煙者が喫煙者のたばこ煙を吸う受動喫煙により、肺がんや虚血性心疾患、呼吸器疾患、乳幼児突然死症候群などの危険因子になっている とされる。受動喫煙者の死亡率は10万人に5000人、すなわち20人に1人であると言われている。
受動喫煙を及ぼすたばこ煙を環境たばこ煙と呼ぶこともあるが、1997年2月にカリフォルニア州環境保護庁（Ca-EPA）が発表した「環境たばこ煙曝露による健康影響」（Health Effect of Exposure to Environmental Tobacco Smoke）では、環境たばこ煙は、肺がん、副鼻腔がん、心臓病、冠状動脈疾患、乳幼児突然死症候群、低体重児、未熟児、気管支喘息、慢性呼吸疾患などの原因になると言われている。また伊佐山芳郎は、アメリカでの受動喫煙が原因の肺がん死亡率は10万人中700～1000人であり、心筋梗塞死は10万人中3000人が死亡すると推定されると主張した。

##### 平山論文
国立がんセンター長の平山雄は1966年（昭和41年）から1981年（昭和56年）にわたって、40歳以上の健康な妻91,540人の中から発生した200人の肺がん患者を疫学調査し、夫が喫煙する家庭では、非喫煙者の妻が肺がんにかかって死亡する危険性があるとした。この平山論文は受動喫煙が持つリスクを世界で初めて指摘したものだが、調査手法の不備について批判も受けている。
1985年2月12日、フランスのリヨンでWHOの機関である国際がん研究機関の医学専門家が50人集まり、たばこ煙はヒトへの発がん性があるか否かについて最終的な結論をだす会議が開かれ、平山も参加した。化学的、生物学的、疫学的に検討され、受動喫煙についても日本を含む各国の研究内容の一つ一つについて詳しい検討、批判、議論を行った。会議最終日には満場一致で「たばこの煙（主流煙、副流煙）のヒトへの発がん性の証拠は十分」であると結論された。

#### 有益な効果

ニコチン

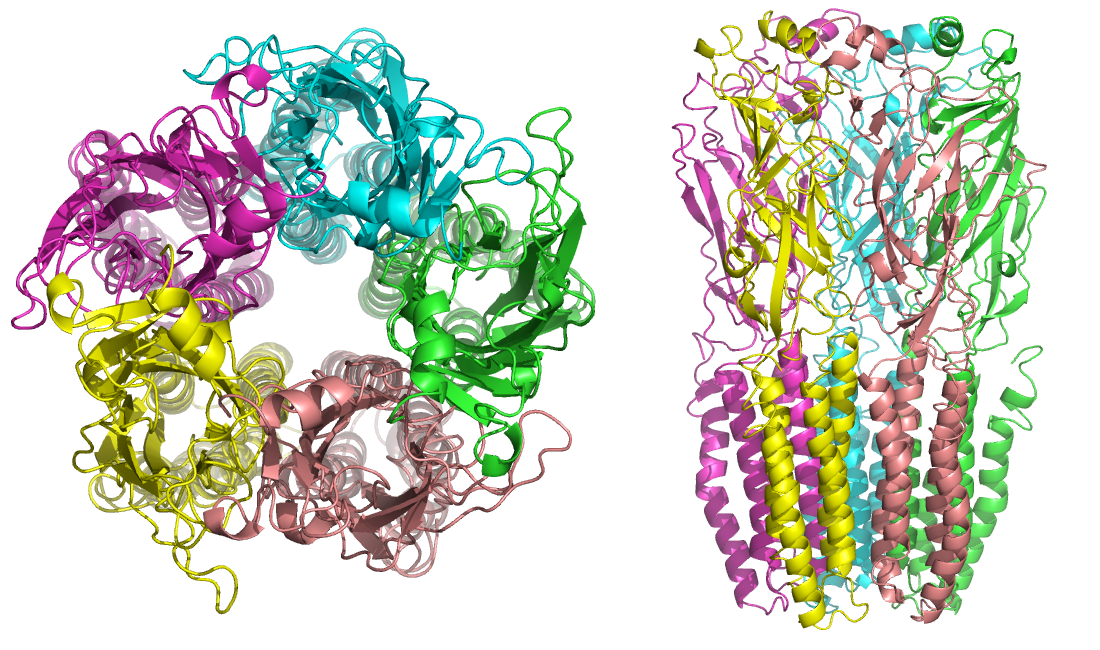
ニコチンが結合するニコチン性アセチルコリン受容体

2002年と2007年に行われたメタアナリシスでは、たばこの喫煙がパーキンソン病リスクを低減することが示された。
これらの研究の根拠として、タバコに含まれるアルカロイドであるニコチンの神経保護および認知能力の改善作用が挙げられる。これは複数の研究及びメタアナリシスの結果により支持されている。41件の二重盲検研究を使用したメタアナリシスにおいて、ニコチンは認知能力を向上させる作用があると結論付けられた。また、1960年から2004年の研究を調べた2007年のメタアナリシスでは、性別・年齢にかかわらずニコチンがパーキンソン病の防御因子になると報告された。
ニコチンはニコチン性アセチルコリン受容体に結合することで作用する。アメリカ合衆国において、ニコチンと同じくアセチルコリン受容体に作用するアセチルコリンエステラーゼ阻害薬であるガランタミンがアルツハイマー病の薬としてFDAに承認され、販売されている。
ただし、たばこの喫煙の場合はニコチンだけでなくタールを多量に含むため、別のリスクが生じる。ニコチン単体の低用量長期投与はうつ病リスクを低下させた が、その一方で女性のたばこ喫煙ではうつ病に罹患するリスクが高まるとの研究結果がある。喫煙ではなく食事によるニコチンの摂取でもパーキンソン病の治療および予防になり得る。

### 電子機器
精密機器であるコンピュータはタバコの煙のような微粒子による汚染に弱く、故障の原因となる。マイクロソフト社はハードウェアの問題を最小限に抑える方法のひとつとして、コンピュータの周囲で喫煙しないことを薦めている。各金属接点に付着することにより接触不良を起こす原因となる。また空気の通り道にタールが付着することによりそこへゴミが張り付き、温度上昇やトラブルの原因となる。たばこの煙は、かつて汎用機などで使われた半密閉型ハードディスクドライブ等に対し特に悪影響があり、その寿命を縮めるといわれた。これは精密機器である磁気記録ディスクの表面にある磁性体の溝が、たばこの煙の粒子より当時は大きく（溝が小さいから不安定というのは誤解）、この溝に煙がかかることで読み書きが安定しないからである。

## 産業

### たばこ会社による欺瞞的主張
- 1995年、カリフォルニア大学医学部の5名の研究チームは、ブリティッシュ・アメリカン・タバコ社（BAT社）とブラウン・アンド・ウィリアムソン社（B&W社）[注釈 3] の1962年から1984年にわたる内部文書を入手し、内容を暴露した。それによると、両社はニコチンの薬理学的な研究を進める過程で、たばこの嗜癖性をもたらすニコチンの作用を、早い時期からはっきり認識していた[66]。それにも関わらず、1994年に同社を含む7大たばこ会社の最高責任者たちは、「ニコチンに嗜癖性はない」と主張していた。それらの嘘に対してたばこ会社は1996年、全米各州に約2460億ドルもの巨額の賠償金を支払うことになった[注釈 4]。その一方で、世界で初めて受動喫煙のリスクを指摘した平山論文に対し、数百万ドルを投じて批判キャンペーンも行った。

### たばこ産業による資金提供
- カリフォルニア大学のBarnesらは、受動喫煙の健康への影響について1980年から1995年の間に発表された106編の論文を調査したところ、67編（63%）の論文では受動喫煙は有害であるとしていたが、39編（37%）の論文では受動喫煙の有害性が否定されていた。この39編の論文のうち、29編がたばこ産業から資金提供を受けていた。統計的には、ある論文が受動喫煙が健康に害を与えないという結論を出すことと有意に関連した因子は、さまざまな因子のうち"たばこ産業からの資金提供を受けていたこと"のみであった（しかもオッズ比88.4倍と、非常に強く関連していた）[67]。
- 2003年、エンストロームとカバットが「受動喫煙と虚血性疾患・肺癌との関連性は、一般に考えられているより小さいかもしれない」と結論する研究を、たばこ産業の資金援助の下で行い、発表した（エンストローム論文）。これは後に、「大衆を欺く目的で科学に操作を加えた詐欺行為の証拠」とされた。
- 英国の哲学者であるロジャー・スクルートンは、過去にたばこを擁護する内容の記事を新聞や雑誌に投稿していたが、日本たばこ産業（JT）から資金援助を受けていたことが2002年に暴露された。スクルートンは他に、「マクドナルドの製品の方が健康に悪いと印象づけるべきだ」「WHOの信頼性を疑わせるような記事をメディアに載せるべきだ」などの助言をJTに対して与えていた（経緯の詳細はロジャー・スクルートンを参照）。

## 規制

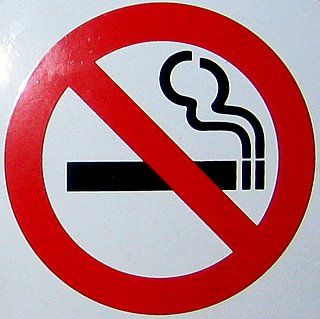
禁煙スペースであることを知らせる標識

### 広告規制

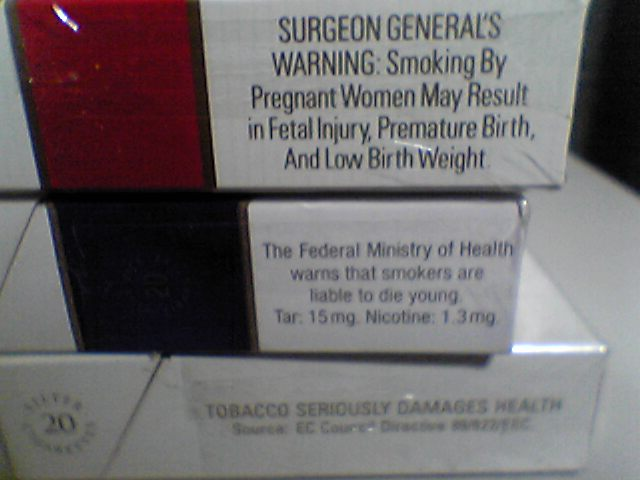
たばこの箱に書かれるさまざまな警告文

F1では、以前多くのたばこ会社が車体に広告を出していたが、2006年度以降ヨーロッパをはじめ世界中でたばこ広告が禁止されるようになったことで、たばこ会社はフィリップ・モリスを除き全社がF1のスポンサーから撤退した。現時点で、2005年度以降F1全レースにおいてたばこ広告は存在しておらず、たばこ広告を禁止する法律がないバーレーンでも、フィリップ・モリス（フェラーリのスポンサー）は車体に広告を載せておらず、今後国を問わず全レースで車体に広告を載せない方針であることからF1からたばこ広告が消えることになった。
日本では、以前たばこのコマーシャル（広告）が放送、新聞、雑誌などのメディアで頻繁に行われていたが、青少年の喫煙を促すとともに健康への悪影響を懸念する意見が多くなったことから、段階を追ってコマーシャルを自主規制する動きが出ている。

### 各国の喫煙規制
一覧中の国名のリンクが太字のものは「フランスの喫煙」などの国別トピックにリンクされていることを示す。

#### 日本
- 日本 - 2002年（平成14年）8月2日に健康増進法が公布され、2003年（平成15年）5月1日に施行された。また、2010年（平成22年）2月25日には厚生労働省は健康増進法に基づき公共施設を原則的に全面禁煙とするよう求める「健発0225第2号」通知を出した[70]。さらに2014年（平成26年）6月25日、労働安全衛生法の改正法が公布され、第68条の2で事業主に労働者の受動喫煙防止の努力義務が定められた。2015年（平成27年）6月1日より施行。

#### 北中米・カリブ海
- 米国 - 州や都市によって異なるが、飲食店内や公共の空間では全面禁煙であることが通常である。たばこメーカーに対する喫煙被害に関する訴訟は広く知られている（アメリカ合衆国における喫煙規制の一覧（英語版）も参照）。タバコの購入、喫煙の年齢制限は州ごとに異なる。多くは18歳から19歳であったが、ハワイ州を始めカリフォルニア州、ニュージャージー州は21歳に引き上げている[71]。
- カナダ - 喫煙室を除く屋内の公共空間、交通機関が禁煙。
- キューバ - 葉巻が特産物だったキューバでも大規模な禁煙政策が実施されている。1986年、最高指導者であるフィデル・カストロ議長（当時）が自身の健康のためと国民に禁煙の重要さをアピールするため、自ら禁煙宣言を行った。

#### ヨーロッパ
紙巻きたばこに関しては、概して非常に高額なたばこ税が課されている（ただし、原価や利益率等が高い場合や、物価自体が高い場合もあり、そういった場合は、相対的に安く感じるため、一概には言えない）。ただし、手巻き煙草やパイプ煙草等はそこまで高くない場合が多い。
- フランス - フランスではエヴァン法（1991年制定）に基づき喫煙が規制されている。2007年2月より同法改定によって空港や病院、学校、駅（プラットフォームを除く）などの公共空間における禁煙が定められ、違反者に対する罰金も設定された。2008年1月からは公共の場所、および飲食店での喫煙が全面禁止となった。
- イタリア - 2005年1月10日から「禁煙法」が施行され、それまでの公共施設・機関のみならず、全ての屋内および公共の場での喫煙が禁止されている。違反者には27.2～275ユーロの罰金が課せられ、周囲に子どもや妊婦がいた際には罰金がさらに倍額となる[72]。
- ドイツ -
- 英国 - 2007年から、全飲食店、職場、交通機関を含む屋内の公共空間の喫煙が一律禁止。喫煙室などの設置は禁止（例外として刑務所、ホテルの客室、精神病院、介護施設、海上油田掘削基地、潜水艦内は分煙が許される）。また同年10月より、18歳未満の者へたばこを販売することは如何なる理由であっても違法となった。
  -  スコットランド、北アイルランドでは電話ボックス、屋根付きバス停、社用車や業務用車両を含む全社有車内も禁煙の対象となる。
- アイルランド共和国 - レストラン、パブ、企業、社用車を含む屋内の公共スペースは全面禁煙。喫煙室などの設置は違法（刑務所、ホテルの客室、精神病院、介護施設は例外）。違反者には3,000ユーロ以下の罰金。

#### アジア
- 中国 - 2005年にたばこ規制枠組み条約を批准した。2008年の北京オリンピックや2010年の上海万博など国際的イベント開催を経て、禁煙の法整備が進んでいる[73]。また、2016年11月11日に上海市第十四回人民代表大会常務委員会の第33次会議で、2017年3月1日から「上海市公共場所喫煙限定条例」（修正案）が実行されると決めた。その条例は、室内公共場所・室内工作場所・公共交通機関（特に中国高速鉄道）で喫煙することを禁じ、そして条例を違反する者は50元（中国の人民元）以上200元以下、機関は2000元以上30000元以下の罰金を要求する[74]。他の省も禁煙に関する条例を出すことを検討している。
- 韓国 - 鉄道各線、地下鉄、バス、飛行機（国内線）はすべて禁煙で、高速列車「KTX」にも喫煙席の設定はない。駅についてはホームは全面禁煙。駅舎は喫煙室以外では全面禁煙。
- 北朝鮮 - 2004年、国の第2代最高指導者である金正日総書記が20年間かけて禁煙に成功したことにより政府は「禁煙統制法」を発令した。官公庁の施設からの灰皿の撤去、禁煙地域での喫煙に対する罰金化、現役喫煙者の大学入学資格取り消しなどの規制がされた。禁煙に成功した金正日は「タバコは心臓を狙う銃のようなもの」とコメントした。
- タイ - 空調の効いた公共的な建物（空港、駅、バスターミナル、レストラン、ショッピングセンター等）は喫煙室以外すべて禁煙。鉄道、バスの車内も全面禁煙。
- ベトナム - 空港は喫煙所以外禁煙。しかし、たばこに関する法律が曖昧で、喫煙は18歳以上は許される。たばこに関しては寛容。ただし、テレビコマーシャルでの宣伝は禁止されている。また、ベトナム国民での若い女性の喫煙はタブー視されている。しかし、ベトナム国民での女性老人に対してはその限りではない（ベトナムでは年長者を尊重するため）。DUNHILLやMarlboroも1カートン200,000VND程度。たばこのパッケージには健康に関する警告文や写真もない（2007年現在）
- ブータン - 国内全面禁煙を目指しており、2004年よりブータン国内におけるたばこ販売が一切禁止された（これにより同国は世界初の禁煙国家となった）。ブータン国民以外の観光客のたばこ持ち込みは可能だが、ブータン国民が個人輸入・持ち込みをした場合は100%の関税が課される。
- シンガポール - レストラン、ホテルなど屋内のほとんどが禁煙。吸殻に限らずいわゆるポイ捨てをすると高額の罰金（場合によっては鞭打ち刑）を課される。